# Rubus luminosus
Rubus luminosus är en rosväxtart som beskrevs av H.O. Martensen. Rubus luminosus ingår i släktet rubusar, och familjen rosväxter. Inga underarter finns listade i Catalogue of Life.